# Nan Desu Kan
Nan Desu Kan (NDK) — один из десяти крупнейших аниме-конвентов США и крупнейший в регионе Скалистых гор. Проходит три дня ежегодно в сентябре в Marriott Tech Center в Денвере (штат Колорадо). Его название по японски примерно nan desu ka (яп. 何ですか) (англ. what is it? или рус. «что это?»).. Организатором фестиваля является некоммерческая организация Ассоциация аниме Скалистых гор (англ. Rocky Mountain Anime Association).

## Программа
В программу фестиваля традиционно входят художественные показы и аукционы, культурные панели, танцы, дилерская комната, игры, маскарад, концерты, показы аниме и семинары. Начиная с 2000 года на фестивалях собирают деньги для различных организаций, среди которых были: Американская диабетическая ассоциация, Американский Красный Крест, благотворительная организация Child's Play, Японско-американское общество Колорадо, Фонд Сьюзан Джи Комен и некоммерческая организация United Way of America. В 2012 году было собрано $12 000 для Фонда помощи жертв Aurora и других благотворительных организаций.

## История
Первый фестиваль состоялся в августе 1997 года в здании Студенческого союза Тиволи в кампусе «Аурария», в котором проживают студенты сразу трёх высших учебных заведений, Metropolitan State University of Denver, Community College of Denver и University of Colorado Denver. Назывался он Nan Desu Kon и проходил всего один день. Второй фестиваль прошёл в июле 1998 года в денверском отеле Stapleton Plaza и занял уже три дня. Фестиваль 1999 года состоялся в сентябре за пределами Денвера, в городе Лэйквуд (штат Колорадо), в расположенном там отеле Sheraton Denver West. Начиная с 2000 года фестиваль называется Nan Desu Kan, а с 2001 года он стал проводиться в сентябре, за исключением 2006 года, к тому же вернулся в Денвер, который больше не покидал. 4 года фестиваль проходил в отеле Holiday Inn в Международном аэропорту Денвера. С 2005 года Nan Desu Kan проходит в отеле Denver Marriott Tech Center, договор с которым действует до 2016 года. Рассматривался вопрос о проведении фестиваля в Colorado Convention Center, но от этой идеи было решено отказаться из-за проблем с размещением участников, парковками и высокой оплатой за услуги центра.
В 2011 году было решено ограничить посещаемость фестиваля 7500 человек в день в связи с качеством событий и проблемами с комфортом для участников.В 2013 году было решено использовать для проведения фестиваля также отель Hilton Garden Inn DTC, но посещаемость увеличить не удалось из-за большого наводнения, начавшегося 9 сентября, за 4 дня до начала фестиваля.

### Список фестивалей по годам
| Дата          | Место                                                      | Посешаемость | Почётные гости |
| ------------- | ---------------------------------------------------------- | ------------ | --- |
| 30.08.1997    | Кампус «Аурария» Денвер (Колорадо)                         | 205          | |
| 17—19.07.1998 | Stapleton Plaza Hotel Денвер (Колорадо)                    | 575          | Стив Беннетт, Куни Кимура и Ян Скотт-Фрейзер |
| 24—26.09.1999 | Sheraton Denver West Лэйквуд (Колорадо)                    | 935          | Тиффани Грант и Ян Скотт-Фрейзер |
| 13—15.10.2000 | Sheraton Denver West Лэйквуд (Колорадо)                    | 1 477        | Кевин Беннетт, Мари Иидзима и Ян Скотт-Фрейзер |
| 21—23.09.2001 | Holiday Inn Denver International Airport Денвер (Колорадо) | 1 711        | Тристан МакЭвери и Ян Скотт-Фрейзер |
| 20–22.09.2002 | Holiday Inn Denver International Airport Денвер (Колорадо) | 2 467        | Стив Беннетт, Боб Берген, Кит Бёрджесс, Родни «Ларго» Кастон, Эмили и Роберт Диджизус, Ньютон Юэлл, Криспин Фримен, Синтия Хэндс, Мари Иидзима, Талиесин Джаффе, Венди Ли, Тристан МакЭвери, Скотт Макнейл, Нобуюки Ониси, Эстеван Оливас, Джонатан Осборн, Пантер Комикс, Дебора Рабби, Сусуму Сакураи, Ян Скотт-Фрейзер, Нобуюки Такахаси, Shawn the Touched, Тосифуми Ёсида и Yume No Senshi |
| 19–21.09.2003 | Holiday Inn Denver International Airport Денвер (Колорадо) | 2 802        | Гил Асакава, Боб Берген, Эмили и Роберт Диджизус, Ньютон Юэлл, Тиффани Грант, Мэтт Гринфилд, Синтия Хэндс, Кайл Хеберт, Кэрол Джекобанис, Тосихиро Кавамото, Вик Миньона, Пантер Комикс, Крис Паттон, Ян Скотт-Фрейзер, Майкл Синтерниклаас и Бретт Уивер |
| 17–19.09.2004 | Holiday Inn Denver International Airport Денвер (Колорадо) | 3 059        | Акина, Александра Картер, Майкл Коулман, Эмили и Роберт Диджизус, Брайан, Майкл и Пол Добсоны, Кумико Като, Хизер Мартин, Джейсон Мартин, Пантер Комикс, Сусуми Сакурай и Ян Скотт-Фрейзер |
| 16–18.09.2005 | Marriott Tech Center Денвер (Колорадо)                     | 4 532        | Эмили Диджизус, Тревор Девалл, Триш Леду, Хизер Мартин, Джейсон Мартин, Хироми Мацусита, Шин Маккой, Пантер Комикс, Дебора Рабби, Моника Риаль, Кэрри Сэвидж, Ян Скотт-Фрейзер, Дуг Смит, Брэд Суэйл, Казуко Тадано и Тосифуми Ёсида |
| 6–8.10.2006   | Marriott Tech Center Денвер (Колорадо)                     | 5 018        | Стив Беннетт, Кит Бёрджесс, Эмили и Роберт Диджизус, Майкл Добсон, Лиза Фурукава, Майкл «Пиано Скволл» Глюк, Даррел Гильбо, Кайл Хэберт, Хизер Мартин, Джейсон Мартин, Масао Маруяма, Мидзусима Сэйдзи, Пантер Комикс, Юдзо Сато, Шон Шеммель, Ян Скотт-Фрейзер, Дуг Смит, Спайк Спенсер и Такахиро Умэхара                                                                                     |
| 14–16.09.2007 | Marriott Tech Center Денвер (Колорадо)                     | 5 218        | Грег Эйрс, Стив Беннетт, Эмили и Роберт Диджизус, Ричард Эпкар, Лиза Фурукава, Хизер Мартин, Джейсон Мартин, Пантер Комикс, Венди Пауэлл, Ян Скотт-Фрейзер, Майкл Сорич, Спайк Спенсер, Эллин Стерн и Бретт Уивер |
| 12–14.09.2008 | Marriott Tech Center Денвер (Колорадо)                     | 6 125        | Стив Беннетт, Роберт Диджизус, Кара Эдвардс, Кейтлин Гласс, Норико Хидака, Хизер Мартин, Джейсон Мартин, Вик Миньона, Юдзи Мицуя, Крис Паттон, Венди Пауэлл, Моника Риаль, Ян Скотт-Фрейзер, The Slants, Стив Юн и Томми Юн |
| 11–13.09.2009 | Marriott Tech Center Денвер (Колорадо)                     | 7 000        | Аарон Дисмьюк, Тодд Хеберкорн, Кайл Хеберт, Хизер Мартин, Джейсон Мартин, Рика Мацумото, Майкл МакКоннохи, Мики Нагасава, Крис Паттон, Майкл Пауэлл, Венди Пауэлл, Ян Скотт-Фрейзер, Мелоди М. Спивак, Кристина Ви (Валенсуэла), Стив Юн и Томми Юн |
| 10–12.09.2010 | Marriott Tech Center Денвер (Колорадо)                     | 7 500        | Крис Кэйсон, Ричард Иэн Кокс, echostream, Ребекка Форстадт, Джерри Джуэлл, Кажа, Кевин Маккивер, Крис Паттон, Венди Пауэлл, Патрик Зейтц, Кристина Ви, Стив Юн и Томми Юн |
| 9–11.09.2011  | Marriott Tech Center Денвер (Колорадо)                     | 7 300        | Крис Кэйсон, Лиа Кларк, Тодд Хеберкорн, Кларин Харп, Lemon Drop Kick, Джейми Марчи, Мэри Элизабет Макглинн, Кевин Маккивер, Вик Миньона, Рюсэй Накао, Тони Оливер, Патрик Зейтц, Стефани Ше, Майк Синтерниклаас, Ютака Ямамото, Стив Юн и Томми Юн |
| 14–16.09.2012 | Marriott Tech Center Денвер (Колорадо)                     | 7 500        | Крис Кэйсон, Тристен Цитрен, Лиа Кларк, Синтия Кранц, Кларин Харп, Чак Хабер, Осаму Кобаяси, Лорен Ланда, Лолита Дарк, Хизер Мартин, Джейсон Мартин, Масао Маруяма, Кевин Маккивер, r*k* Милхолланд, Брина Паленсиа, Венди Пауэлл, Ян Скотт-Фрейзер, Патрик Зейтц, Джон Сирабелла, Сара «Салли» Салливан, Джей Майкл Татум и Стив Юн                                                            |
| 13–15.09.2013 | Marriott Tech Center Денвер (Колорадо)                     | 7 500        | Тиа Баллард, Лиа Кларк, Кара Эдвардс, Тодд Хеберкорн, Кларин Харп, Талиесин Джаффе, Лорен Ланда, Черами Ли, Lotus Juice, Кевин Маккивер, Брюс Папенбрук, Крис Паттон, Радж Рамайя, Патрик Зейтц, Дэвид Винсент, Стив Юн, Томми Юн, Хидэнори мацубара, Тайсон Райнхарт и Ян Скотт-Фрейзер |

## Другие события
8 августа 2004 года в рамках фестиваля состоялся Dance Party Cosplay в ночном клубе Rock Island в Денвере. В субботу 30 апреля 2011 года организаторы Nan Desu Kan провели мероприятие Rave2Save для сбора средств для Японского Красного Креста. Мероприятие состоялось в Marriott Denver Tech Center, который бесплатно предоставил Ballroom Evergreen и парковку, а Ассоциация аниме Скалистых гор внесла по доллару за каждый доллар пожертвованный участниками. Всего было собрано $13 440.